# 토크컨버터

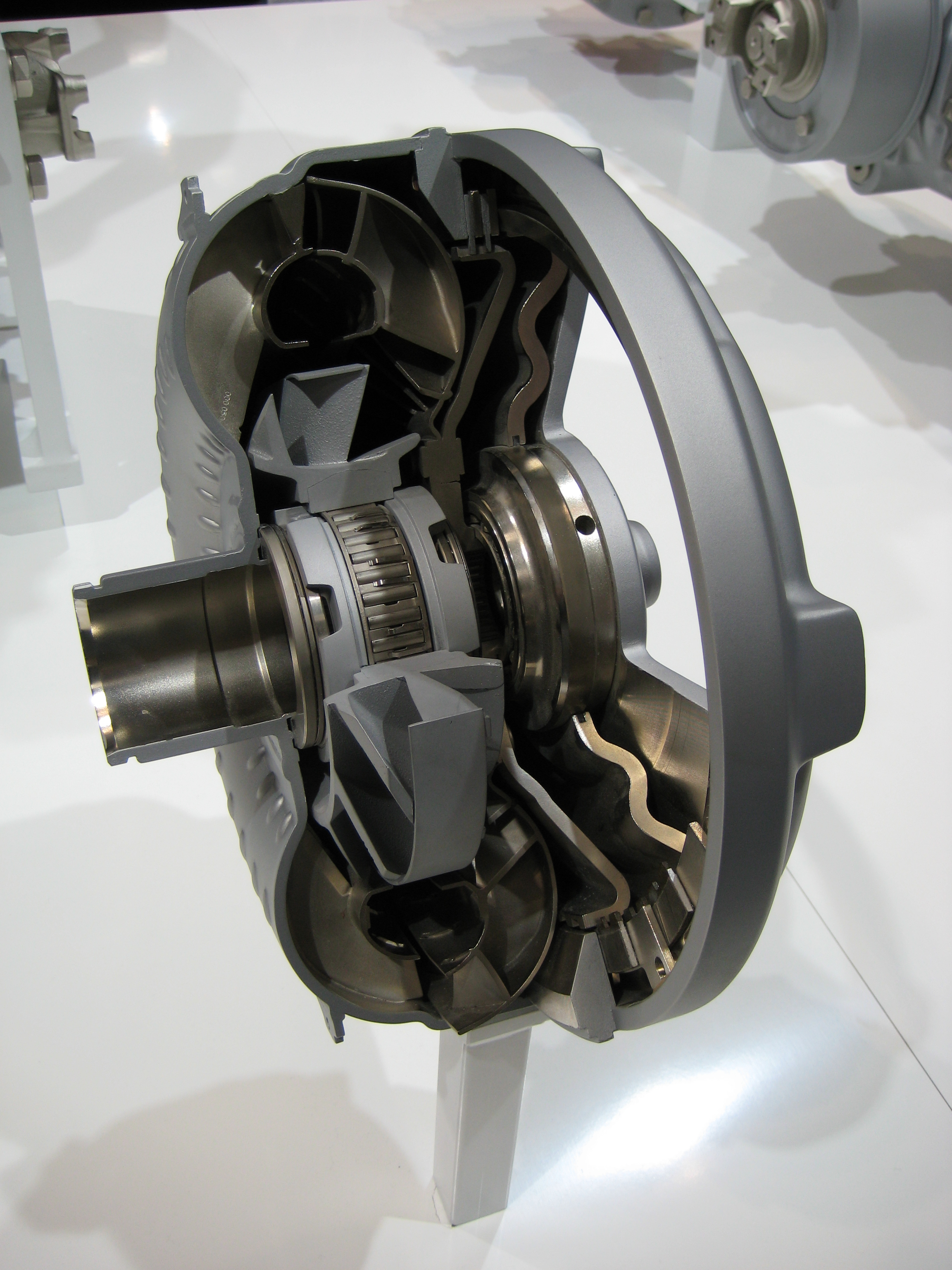
ZF토크

토크컨버터(torque converter)는 내연기관과 같은 발동기로부터 오는 회전력을 회전구동부하로 전달하는 유체 커플링의 일종이다. 자동변속기를 쓰는 자동차에서 토크컨버터는 전원을 부하에 연결시킨다. 보통 기관의 프렉스플레이트와 트랜스미션 사이에 위치한다.

## 같이 보기
- 클러치
- 유체 커플링